# 九州地方のダム一覧
九州地方のダム一覧（きゅうしゅうちほうのダムいちらん）は、 九州地方（福岡県、佐賀県、長崎県、熊本県、大分県、宮崎県、鹿児島県、沖縄県）にあるダムを都道府県別にまとめたものである。

## 九州地方のダム一覧

### 福岡県
- 油木ダム (あぶらぎ-だむ)
- 犬鳴ダム (いぬなき-だむ)
- 猪野ダム (-だむ)
- 伊良原ダム (-だむ)
- 江川ダム (えがわ-だむ)
- 北谷ダム (-だむ)
- 久保白ダム (-だむ)
- 久原ダム (-だむ)
- 小石原川ダム (-だむ)
- 合所ダム (-だむ)
- 五ヶ山ダム (-だむ)
- 陣屋ダム (じんや-だむ)
- 瑞梅寺ダム (-だむ)
- 寺内ダム (-だむ)
- 頓田第一ダム (-だむ)
- 頓田第二ダム (-だむ)
- 畑ダム (-だむ)
- 鳴淵ダム (-だむ)
- 長谷ダム (ながたに-だむ)
- 日向神ダム (ひゅうがみ-だむ)
- 福智山ダム (-だむ)
- 曲渕ダム (-だむ)
- ます渕ダム (-だむ)
- 松ヶ江ダム (-だむ)
- 南畑ダム (-だむ)
- 山神ダム (-だむ)
- 力丸ダム (-だむ)
- 夜明ダム (よあけ-だむ)
- 松瀬ダム (-だむ)
- 尾崎ダム (-だむ)

### 佐賀県
- 厳木ダム (-だむ)
- 有田ダム (-だむ)
- 伊岐佐ダム (-だむ)
- 井手口川ダム (-だむ)
- 嘉瀬川ダム (かせがわ-だむ)
- 狩立ダム (-だむ)
- 河内防災ダム (-だむ)
- 岸川防災ダム (-だむ)
- 猿川ダム (-だむ)
- 下田ダム (-だむ)
- 中木庭ダム (-だむ)
- 庭木ダム (-だむ)
- 日ノ峯ダム (-だむ)
- 平木場ダム (-だむ)
- 深浦ダム (-だむ)
- 淵の尾ダム (-だむ)
- 古木場ダム (-だむ)
- 北山ダム (佐賀県) (ほくざん-だむ)
- 都川内ダム (-だむ)
- 本部ダム (-だむ)
- 矢筈ダム (-だむ)
- 横竹ダム (-だむ)
- 竜門ダム (-だむ)
- 厳木ダム (-だむ)
- 天山ダム (-だむ)

### 長崎県
- 青方ダム (-だむ)
- 伊木力ダム (-だむ)
- 伊佐ノ浦ダム (-だむ)
- 石木ダム (-だむ)
- 浦上ダム (-だむ)
- 浦ノ川ダム (-だむ)
- 江永ダム (-だむ)
- 小ヶ倉ダム (-だむ)
- 落矢ダム (-だむ)
- 勝本ダム (-だむ)
- 鹿尾ダム (-だむ)
- 萱瀬ダム (-だむ)
- 川谷ダム (-だむ)
- 神浦ダム (-だむ)
- 久留里ダム (-だむ)
- 黒浜ダム (-だむ)
- 鶏知ダム (-だむ)
- 小浦ダム (-だむ)
- 小ヶ倉ダム (-だむ)
- 菰田ダム (-だむ)
- 転石ダム (-だむ)
- 桜川ダム (-だむ)
- 式見ダム (-だむ)
- 相当ダム (-だむ)
- 下の原ダム (-だむ)
- 鷹島ダム (たかしま-だむ)
- 高浜ダム (-だむ)
- つづらダム (-だむ)
- 中尾ダム (-だむ)
- 永田ダム (-だむ)
- 中山ダム (-だむ)
- 長与ダム (-だむ)
- 鳴見ダム (-だむ)
- 西山ダム (-だむ)
- 仁田ダム (-だむ)
- 猫山ダム (-だむ)
- 野々川ダム (-だむ)
- 土師野尾ダム (-だむ)
- 樋口ダム (-だむ)
- 笛吹ダム (-だむ)
- 福江ダム (-だむ)
- 船津ダム (-だむ)
- 別所ダム (-だむ)
- 本河内高部ダム (-だむ)
- 本河内低部ダム (-だむ)
- 本明川ダム (-だむ)
- 箕ノ坪ダム (-だむ)
- 宮ノ川ダム (-だむ)
- 男女岳ダム (-だむ)
- 目保呂ダム (-だむ)
- 雪浦ダム (-だむ)
- 雪浦第二ダム (-だむ)

### 熊本県
- 川辺川ダム (-だむ)
- 石打ダム (いしうち-だむ)
- 市房ダム (-だむ)
- 亀川ダム (-だむ)
- 教良木ダム (-だむ)
- 楠浦ダム (-だむ)
- 上津浦ダム (-だむ)
- 幸野ダム (-だむ)
- 清願寺ダム (-だむ)
- 都呂々ダム (-だむ)
- 七滝ダム (-だむ)
- 氷川ダム (ひかわ-だむ)
- 緑川ダム (-だむ)
- 竜門ダム (-だむ)
- 路木ダム (ろぎ-だむ)
- 油谷ダム (-だむ)
- 五木川ダム (-だむ)
- 内谷ダム (-だむ)
- 菊池川第一ダム (-だむ)
- 菊池川第五ダム (-だむ)
- 菊池川第三ダム (-だむ)
- 菊池川第二ダム (-だむ)
- 菊池川第四ダム (-だむ)
- 桑野内ダム (-だむ)
- 瀬戸石ダム (-だむ)
- 荒瀬ダム (あらせ-だむ)
- 幸野ダム (-だむ)
- 船津ダム (-だむ)

### 大分県
- 大山ダム (おおやま-だむ)
- 乙見ダム (-だむ)
- 北川ダム (きたがわ-だむ)
- 小中尾ダム (-だむ)
- 下筌ダム (しもうけ-だむ)
- 志生木ダム (-だむ)
- 末広ダム (-だむ)
- 芹川ダム (せりかわ-だむ)
- 直川ダム (なおかわ-だむ)
- 中の川ダム (-だむ)
- ななせダム (-だむ)
- 野田ダム (-だむ)
- 野津ダム (のつ-だむ)
- 松原ダム (まつばら-だむ)
- 百枝ダム (-だむ)
- 耶馬溪ダム (やばけい-だむ)
- 若杉防災ダム (-だむ)
- 大山川ダム (-だむ)
- 女子畑第一調整池第三号 (おなごはた-だむ)
- 女子畑第一調整池第二号 (おなごはた-だむ)
- 女子畑第二調整池 (おなごはた-だむ)
- 地蔵原ダム (-だむ)
- 篠原ダム (-だむ)
- 高瀬川ダム (たかせがわ-だむ)
- 山下池ダム (やましたのいけ-だむ)
- 夜明ダム (よあけ-だむ)
- 下赤ダム (-だむ)

### 宮崎県
- 綾北ダム (あやきた-だむ)
- 綾南ダム (あやみなみ-だむ)
- 石河内ダム (いしかわうち-だむ)
- 芋洗谷ダム (いもあらいだに-だむ)
- 岩瀬ダム (いわせ-だむ)
- 岩屋戸ダム (いわやど-だむ)
- 瓜田ダム (うりた-だむ)
- 大内原ダム (おおうちばる-だむ)
- 大瀬内ダム (おおせうち-だむ)
- 大淀川第一ダム (おおよどがわだいいち-だむ)
- 大淀川第二調整池 (おおよどがわだいにちょうせいち)
- 沖田ダム (おきた-だむ)
- 門川防災ダム (かどがわぼうさい-だむ)
- かなすみダム (かなすみ-だむ)
- 上椎葉ダム (かみしいば-だむ)
- 川原ダム (かわばる-だむ)
- 桑野内ダム (くわのうち-だむ)
- 切原ダム (きりばる-だむ)
- 古賀根橋ダム (こがねばし-だむ)
- 木之川内ダム (このかわうち-だむ)
- 西郷ダム (宮崎県) (さいごう-だむ)
- 寒川ダム (さぶかわ-だむ)
- 下赤ダム (しもあか-だむ)
- 杉安ダム (すぎやす-だむ)
- 青鹿溜池 (せいろくためいけ)
- 高岡ダム (たかおか-だむ)
- 高鍋防災ダム (たかなべぼうさい-だむ)
- 田代八重ダム (たしろばえ-だむ)
- 立花ダム (たちばな-だむ)
- 塚原ダム (つかばる-だむ)
- 天神ダム (てんじん-だむ)
- 渡川ダム (どがわ-だむ)
- 戸崎ダム (とざき-だむ)
- 西畑ダム (にしはた-だむ)
- 日南ダム (にちなん-だむ)
- 長谷ダム (宮崎県) (はせ-だむ)
- 浜砂ダム (はまご-だむ)
- 浜ノ瀬ダム (はまのせ-だむ)
- 東原調整池 (ひがしばるちょうせいち)
- 一ツ瀬ダム (ひとつせ-だむ)
- 広沢ダム (ひろさわ-だむ)
- 広渡ダム (ひろと-だむ)
- 祝子ダム (ほうり-だむ)
- 星山ダム (ほしやま-だむ)
- 松尾ダム (宮崎県) (まつお-だむ)
- 宮の元ダム (みやのもと-だむ)
- 山須原ダム (やますばる-だむ)
- 籾木溜池 (もみきためいけ)
- 諸塚ダム (もろつか-だむ)

### 鹿児島県
- 鶴田ダム (つるだ-だむ)
- 伊仙中部ダム (-だむ)
- 大川ダム (-だむ)
- 川辺ダム (鹿児島県) (かわなべ-だむ)
- 西京ダム (-だむ)
- 神嶺ダム (-だむ)
- 須野ダム (-だむ)
- 東部ダム (-だむ)
- 永吉ダム (-だむ)
- 南部ダム (-だむ)
- 大和ダム (やまと-だむ)
- 新住用川ダム (-だむ)
- 川内川第二ダム (せんだいがわだいに-だむ)
- 尾立ダム (-だむ)
- 高尾野ダム (たかおの-だむ)

### 沖縄県
- 安波ダム (-だむ)
- 新川ダム (-だむ)
- 億首ダム (-だむ)
- 奥間ダム (-だむ)
- 恩納ダム (-だむ)
- 我喜屋ダム (-だむ)
- 潟原ダム (-だむ)
- 漢那ダム (-だむ)
- 宜野座大川ダム (-だむ)
- 儀間ダム (-だむ)
- 倉敷ダム (-だむ)
- 座間味ダム (-だむ)
- 大保ダム (-だむ)
- 当袋川ダム (-だむ)
- 羽地ダム (-だむ)
- 福地ダム (-だむ)
- 普久川ダム (-だむ)
- 辺野喜ダム (-だむ)
- 真栄里ダム (-だむ)